# アラン・ミムン

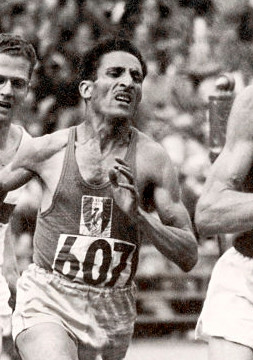
1952年ヘルシンキオリンピックの5000mにおけるミムン。

アラン・ミムン（Alain ("Ali") Mimoun、1921年1月1日 - 2013年6月27日 ）は、フランスの陸上競技選手。1956年メルボルンオリンピックマラソンの金メダリストである。

## 経歴
ミムンはアルジェリア出身で、第二次世界大戦の間の数年間は競技に参加できなかったものの、戦後は長距離選手として活躍。5000mと10000mでフランスの国内タイトルを獲得している。1948年ロンドンオリンピック、1952年ヘルシンキオリンピックでは、チェコスロバキアのエミール・ザトペックによって、金メダルの獲得は阻まれたもののロンドン大会の10000mでは銀メダル、ヘルシンキ大会の5000mでは銀メダルを獲得した。
ザトペックとミムンは、ライバルであったが親友でもあった。両者はともに3回目のオリンピックとなる1956年メルボルンオリンピックのマラソンに出場する。このとき、ミムン35歳、ザトペック34歳であった。彼らは全盛期のときと比べ力が衰えつつあり、この大会が2人の最後の対決となった。
マラソンが行われた日のメルボルンは大変暑く、気温36度の中、6週間前にヘルニアの手術を受けたばかりのザトペックには苦しいレースとなった。一方でミムンは元気であり、ついに3回目のオリンピックにして金メダルを獲得する。しかも、ミムンはこの日の朝に娘が誕生するという二重の喜びとなった。
ミムンは、ゴールした後、6番目に戻ってくる友人を待っていた。ザトペックは高温で意識が朦朧としていた。ザトペックは、ミムンから「エミール。喜んでくれ。俺がチャンピオンだ」。そして、二人は抱き合って喜んだ。ミムンはこのときが金メダルよりも価値があると語っている。
ミムンは、メルボルンオリンピックの後も競技を続け、1960年ローマオリンピックにも出場。1966年には45歳にして、10000mで30分16秒8というタイムを出している。

## 主な実績
| 年   | 大会                 | 場所                       | 種目     | 結果 | 記録          |
| ---- | -------------------- | -------------------------- | -------- | ---- | ------------- |
| 1948 | オリンピック         | ロンドン(イギリス)         | 10000m   | 2位  | 30分47秒4     |
| 1950 | ヨーロッパ陸上選手権 | ブリュッセル(ベルギー)     | 5000m    | 2位  | 14分26秒0     |
| 1950 | ヨーロッパ陸上選手権 | ブリュッセル(ベルギー)     | 10000m   | 2位  | 30分21秒0     |
| 1952 | オリンピック         | ヘルシンキ(フィンランド)   | 5000m    | 2位  | 14分07秒4     |
| 1952 | オリンピック         | ヘルシンキ(フィンランド)   | 10000m   | 2位  | 29分32秒8     |
| 1956 | オリンピック         | メルボルン(オーストラリア) | マラソン | 1位  | 2時間25分00秒 |